# Ichthyodectiformes
El orden de los Ichthyodectiformes es un grupo extinguido de peces actinopterigios, con numerosos ejemplares fósiles que están siendo sometidos a revisión taxonómica. Eran peces carnívoros con especies tanto marinas como de agua dulce.

## Subdivisión
Se agrupan en tres familias, además de varios géneros de inserción dudosa:
- † Familia Cladocyclidae Maisey 1991
- † Familia Ichthyodectidae  Crook 1892
- † Familia Saurodontidae Stewart

- Géneros incertae sedis:
  - † Aidachar Nessov 1981
  - † Allothrissops Nybelin 1964
  - † Antarctithrissops Arratia et al. 2004
  - † Ascalabothrissops Arratia 2000
  - † Chuhsiungichthys Yabumoto 1994
  - † Cooyoo Lees y Bartholomai 1987
  - † Faugichthys Taverne y Chanet 2000
  - † Garganoichthys Taverne 2009
  - † Heckelichthys Taverne 2008
  - † Mesoclupea 
  - † Occithrissops Schaeffer y Patterson 1984
  - † Ogunichthys Alvarado-Ortega y Brito 2009
  - † Pachythrissops Woodward 1919
  - † Proportheus Jaekel 1909
  - † Sultanuvaisia Nessov 1981
  - † Thrissops Agassiz 1843
  - † Unamichthys Alvarado-Ortega 2004
  - † Vallecillichthys Blanco y Cavin 2003